# Museo Municipal de Etnografía e Historia de Póvoa de Varzim
El Museo Municipal de Etnografía e Historia de Póvoa de Varzim se sitúa en una antigua casa blasonada en Póvoa de Varzim, Portugal, en el Bairro da Matriz, que tiene el nombre de Solar dos Carneiros. Es un edificio del siglo XVIII que se hizo museo en 1937, donde se pueden visitar y conocer los pormenores de la vida poveira de otros siglos.
El museo tiene dos núcleos junto a espacios históricos: 
- Núcleo Museológico de San Pedro de Rates - se dedica a la divulgación de la historia, leyenda y arte alrededor de la Iglesia Románica de San Pedro de Rates.
- Núcleo Museológico de la Cividade de Terroso - sirve como presentación del espacio de la Cividade de Terroso.

- Datos: Q2838227
- Multimedia: Museu Municipal de Etnografia e História da Póvoa de Varzim / Q2838227